# 白神首乡
白神首乡，是中华人民共和国河北省邢台市新河县下辖的一个乡镇级行政单位。

## 行政区划
白神首乡下辖以下地区：
白神首村、张神首村、付神首村、夏神首村、付兴庄村、西小屯村、来远庄村、前葫芦湾村、后葫芦湾村、西葫芦湾村、李家寨村、芝芳头村、官李村、西小铺村、尧头村、沙井村、尼家庄村、东团村村、西团村村、菜园村、聂秋口村、吴秋口村、刘秋口村、暴地贾村、尧李村和西郑家庄村。